# The Waves
As Ondas é um romance de Virginia Woolf publicado em 1931. É a obra mais experimental de Woolf, consistindo em solilóquios feitos pelos seis personagens do livro: Bernard, Susan, Rhoda, Neville, Jinny e Louis. Percival, o sétimo personagem, também importante, mesmo que o leitor nunca o escute falar por si mesmo. Os solilóquios que ampliam as vidas dos personagens são quebrados por nove rápidos interlúdios em terceira pessoa detalhando uma cena costeira em estágios variados em um dia, do nascer ao pôr do Sol.

## Resumo do enredo
Enquanto os seis personagens ou “vozes” falem alternadamente, Woolf explora os conceitos da individualidade, do ser e da comunidade. Cada personagem é diferente, apesar de juntos comporem uma forma sobre o silêncio central da consciência. Bernard é um contista, sempre em busca de uma frase elusiva e apta (alguns críticos veem o amigo de Woolf E. M. Forster como uma inspiração); Louis é um forasteiro, que busca aceitação e sucesso (alguns críticos veem T. S. Eliot, a quem Woolf conhecia bem, em Louis); Neville (que provavelmente foi parcialmente baseado em outro amigo de Woolf, Lytton Strachey) deseja o amor, buscando uma série de homens, cada um dos quais transforma-se no objeto presente do seu amor transcendental; Jinny é uma socialite, cuja compreensão de mundo corresponde à beleza do seu corpo; Susan foge da cidade, em detrimento ao campo, onde ela lida com as emoções e as dúvidas da maternidade; e Rhoda é traçada pela insegurança e ansiedade, sempre rejeitando e acusando o compromisso humano, sempre buscando solidão (para tanto, Rhoda cita o poema de Percy Bysshe Shelley The Question; parafraseado: “Devo juntar as minhas flores e presenteá-las – Oh! a quem?”). Percival (parcialmente baseado no irmão de Woolf, Thoby Stephen) é o mais divino mas imoral entre os outros seis, que morre no meio do romance em uma missão imperialista na então colônia dominada pelo Reino Unido da Índia. Apesar de Percival nunca falar através de um monólogo próprio em As Ondas, os leitores o conhecem detalhadamente graças ao fato dos outros seis personagens repetidamente descreverem-no e pensarem nele ao longo do livro.

## Análises críticas
O romance segue os seus seis narradores desde a infância até a fase adulta. O romance de Woolf remete à consciência individual e aos meios em que múltiplas consciências podem, de acordo com alguns críticos, misturar-se como que uma onda. A dificuldade dos especialistas em enquadrar este romance em uma classificação de gênero existe devido ao fato de As Ondas ofuscar as diferenças entre prosa e poesia, permitindo que o romance movimente-se entre seis monólogos interiores semelhantes. A semelhança entre os personagens no livro visa dissipar as diferenças entre as pessoas, e a própria Woolf escreveu em seu diário que os seis não eram efetivamente para ser seis personagens separados, mas mais múltiplas facetas de uma consciência que ilumina um senso de continuidade.
Alguns especialistas questionam a classificação do livro como “romance”, alegando não ser esta uma classificação acurada o suficiente para descrever a forma multifacetada do livro. Eles também sustentam sua teoria no fato de que Woolf também chamou-o não de um romance, mas um “jogo poético”. Woolf explorou o papel do “ethos da educação masculina” na formação da vida pública, e incluiu cenas de bullying nos primeiros dias de escola, de acordo com Michael H. Whitworth, especialista na obra de Woolf.

## Influência
Marguerite Yourcenar traduziu As Ondas para o francês em um período de dez meses em 1937. Sobre Woolf, a quem então conhecem em Bloomsbury, Yourcenar disse: “Não acredito, de qualquer modo, que eu esteja cometendo um erro ao colocar Virginia Woolf entre os quatro ou cinco grandes virtuosos do idioma inglês e entre os raros romancistas contemporâneos cujas obras têm alguma chance de sobreviver mais que dez anos”.